# Aaron Aaronsohn
 (octobre 2015).
Pour les articles homonymes, voir Aaronsohn.
Aaron Aaronsohn, né le 21 mai 1876 à Bacău en Roumanie et mort le 15 mai 1919 au-dessus de la Manche (mer), est un botaniste, explorateur, homme d'affaires et homme politique juif de Palestine.
Aaronsohn est surtout connu pour sa découverte du blé sauvage qu'il nomme mère du blé tout autant que pour son rôle comme fondateur et dirigeant du Nili, un groupe juif d'espionnage travaillant pour le Royaume-Uni durant la Première Guerre mondiale.

## Biographie
Il émigre à l'âge de six ans en Terre d'Israël, alors part de l'Empire ottoman, ses parents s'installant à Zihron Yaakov, une colonie agricole juive, constituée lors de la première Aliyah.
Après des études en France à l'école d'agronomie de Grignon, financées par le baron Edmond de Rothschild, Aaronsohn commence à étudier la flore de la Palestine et devient le chef d'un groupe d'experts sur ce sujet.
Lors d'une excursion sur le mont Hermon, il découvre deux pieds de blé sauvage (Triticum dicocoides). Cette découverte, importante tant pour les agronomes que pour les historiens, le rend célèbre à travers le monde, et lui permet de voyager aux États-Unis et d'obtenir un financement pour ouvrir une station de recherche à Atlit.
Grâce aux informations fournies par le Nili à l'armée britannique, le général Edmund Allenby conduit une attaque surprise à Beer-Sheva, contournant les puissantes défenses turques de Gaza.
Après la guerre, Chaim Weizmann fait appel à lui pour travailler à la Conférence de paix de Paris de 1919 mais Aaronsohn meurt dans un accident d'avion au-dessus de la Manche. Ses travaux sont publiés à titre posthume.